# オオシマヒロユキ

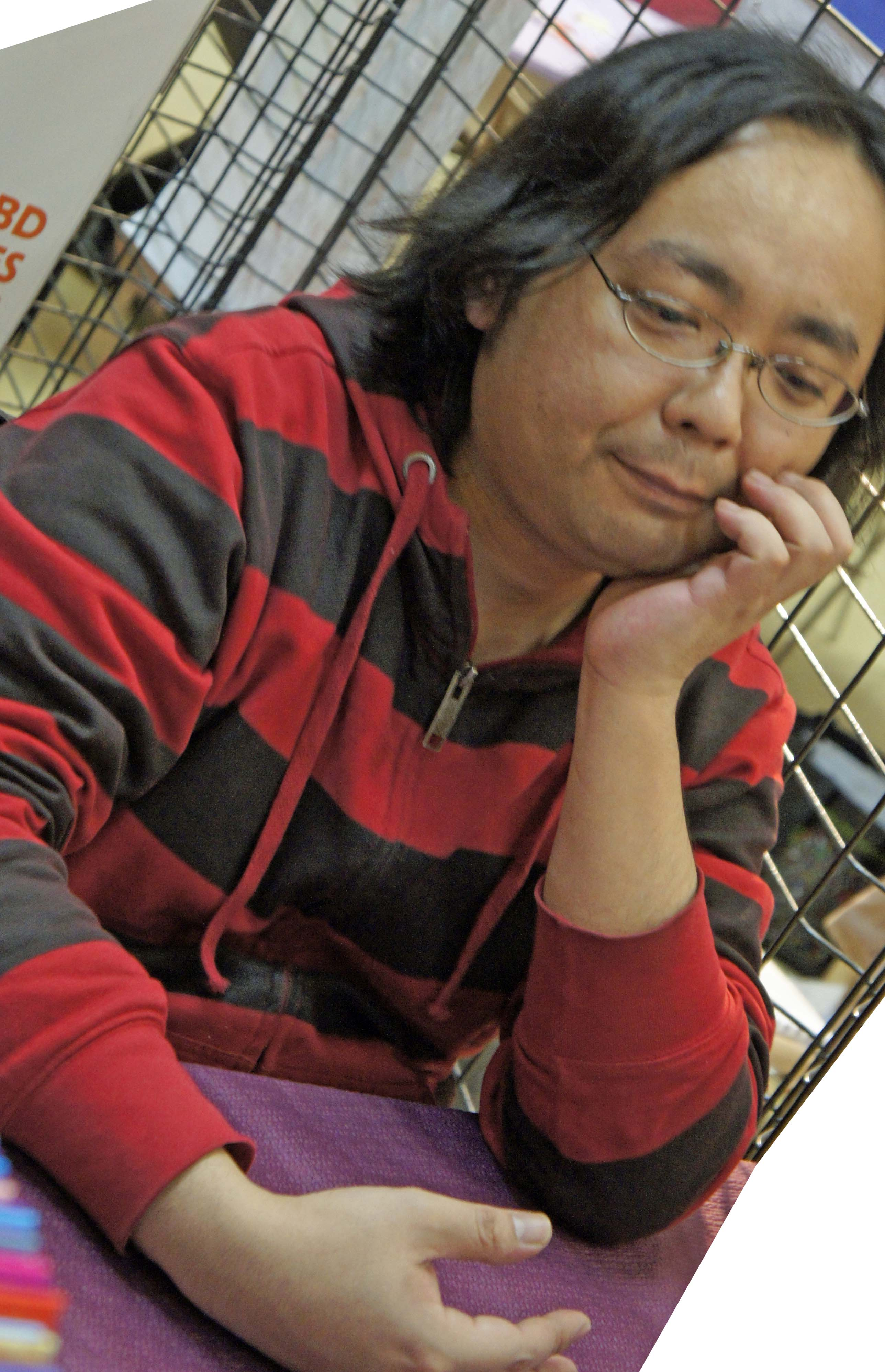
オオシマヒロユキ

オオシマ ヒロユキ（1975年9月2日 - ）は、日本の漫画家・イラストレーター。東京都江東区深川出身。
活動初期はおおしまひろゆき名義で執筆、読みは本名。1995年、「CHICKEN」で第49回手塚賞佳作。その後、主にイラストレーターとして活動。
『美姫』の著者インタビューでは、都内の文系大学卒業後、広告代理店に就職するも不況のために退社。独身。と語っていたが、実際の年齢と異なるなど、フェイクの可能性が高い。
2000年代に入ってからは漫画家活動が中心となるが、2006年頃からバンドデシネ制作に力を入れ始め、2008年にベルギーへ移住。本格的にBD作家として活動を始めた。この際、漫画の合作関係にあった猪原大介（現PN：猪原賽）とのコンビも解消している。
主にジャン=ダヴィッド・モルヴァンの原作で作品を出版していたが、2013年以降の消息は不明。
イラストレーター時代は主に巨乳（貧乳）の美少女をシンプルな線画で描き、おっぱいに星マークをつけて描くポップな画風で人気を博していた。『美姫』の帯文を書いた谷口ジローとは、谷口のアシスタントであった安藤慈朗を介して交流があった。
漫画家時代は古典的少年漫画風、ブラックユーモア風の作品が多かったが、イラストレーター時代ほどの評価は得られなかった。

## 作品一覧
※漫画作品は猪原大介との合作
- 下町狂い咲きキネマ （少年画報社刊 アワーズライト連載 全1巻）
- UNLOCK （大都社刊 アワーズライト連載 全1巻）
- 学園ノイズ （一迅社刊 コミックZERO-SUM連載 全4巻）
- 公園の帝王トイチちゃん (読切 カラフルコミックピュアガール掲載）
- CANDYPOP KILL! KILL! （前後編読切 ヤングガンガン掲載 原作：ゆずはらとしゆき 未単行本化）
- 21世紀番長 （月刊少年シリウス連載 未単行本化）
- Jumping Junk Flash! （読切 月刊IKKI掲載 未単行本化）
- NO WAY OUT（読切 コミックバーズ掲載） - 『ウルトラスーパースター』所収

### イラストレーション
- 不思議なドクロ ナンジャモンジャ（あちたろう / 電撃hp Vol22～30）
- ファウスト人生劇場（更科修一郎 / ファウスト Vol.2～4）

### イラスト集
- 美姫〜うつくしひめ〜 （1999年8月発行 コアマガジン刊） ISBN 978-4877342876
- ウルトラスーパースター （2001年12月発行 ビブロス刊） ISBN 978-4835212845